# Český helsinský výbor
Český helsinský výbor (Tschechisches Helsinki-Komitee), früher Československý helsinský výbor (Tschechoslowakisches Helsinki-Komitee), ČHV, ist eine Nichtregierungsorganisation, die sich mit der Lage der Menschenrechte beschäftigt. Das Komitee entstand 1988 im Umfeld der oppositionellen Charta 77 und des Komitees VONS.

## Geschichte und Ziele in der ČSSR
Die Gründung des Helsinki-Komitees in der ČSSR wurde initiiert durch die Internationale Helsinki-Föderation für Menschenrechte (IHF) und Human Rights Watch, verwirklicht wurde sie im November 1988 durch dreißig Oppositionelle, darunter auch Jiří Hájek. Es war eine Erweiterung der Arbeit der oppositionellen Charta 77.
Auf Missfallen der damaligen Staats- und Parteibehörden stieß vor allem die Zielsetzung des Komitees. Die Achtung der Menschenrechte in den Staaten der OSZE sowie die Einhaltung der Schlussakte von Helsinki von 1975 war die Aufgabe von IHF, die 1982 gegründet wurde. Die Schlussakte wurde 1976 auch durch die Tschechoslowakei unterschrieben und damit auch die sich aus ihr ergebenden Verpflichtungen übernommen. Die Einhaltung der Prinzipien sowie das Hinweisen auf die Diskrepanz der totalitären Wirklichkeit in der ČSSR  waren jedoch das erklärte Ziel des Helsinki-Komitees. 
Im Zentrum der Tätigkeit des Komitees standen vor allem:
- Verletzungen der Menschen- und Bürgerrechte in der ČSSR
- Unvereinbarkeit der Rechtsordnung, der juristischen (wie auch politischen) Praxis mit den Schlußakte-Prinzipien
- darunter dann vor allem die totalitären Versammlungsgesetze und andere Normen des Strafgesetzbuches
- unzählige Repressalien gegen Bürger, die gegen das Regime protestierten oder gar nur ihre diesbezügliche Meinung äußerten usw.

Das Komitee ist nach der Gründung eines der 45 Mitglieder der IHF geworden.

## Das Komitee nach 1989
Nach der samtenen Revolution von 1989 setzte das Komitee seine Tätigkeit fort. Gleich zu Anfang des Jahres 1990 beantragte das Komitee offiziell die Registrierung, die am 11. Mai 1990 erfolgte. Mit der Teilung der Tschechoslowakei kam es ebenfalls zur Teilung und des Komitees und dessen Umbenennung in das Tschechische Helsinki-Komitee und das Slowakische Helsinki-Komitee (das allerdings nicht mehr existiert).
Die Tätigkeit hat sich infolge der gesellschaftlichen Entwicklung differenziert.  Zu den Hauptaufgaben gehören heute die folgenden Bereiche: 
- Monitoring der Menschenrechte in der Tschechischen Republik, allgemeine gesetzgeberische Tätigkeit auf diesem Gebiet
- Rechte der Frauen, Senioren, Kinder, Häftlinge und Ausländer
- Arbeit der Polizei
- Hilfe für Personen, deren Menschenrechte verletzt wurden

Der Vorstand des Komitees besteht seit 2009 unter anderem aus Anna Šabatová und Ivan Štampach.

## Verweise